# Laubressel
Laubressel és un municipi francès situat al departament de l'Aube i a la regió del Gran Est. L'any 2007 tenia 406 habitants.

## Demografia

### Població
El 2007 la població de fet de Laubressel era de 406 persones. Hi havia 156 famílies de les quals 32 eren unipersonals (12 homes vivint sols i 20 dones vivint soles), 52 parelles sense fills i 72 parelles amb fills.
La població ha evolucionat segons el següent gràfic:
Habitants censats

### Habitatges
El 2007 hi havia 167 habitatges, 156 eren l'habitatge principal de la família, 5 eren segones residències i 6 estaven desocupats. 164 eren cases i 3 eren apartaments. Dels 156 habitatges principals, 146 estaven ocupats pels seus propietaris, 5 estaven llogats i ocupats pels llogaters i 5 estaven cedits a títol gratuït; 22 tenien tres cambres, 41 en tenien quatre i 93 en tenien cinc o més. 148 habitatges disposaven pel capbaix d'una plaça de pàrquing. A 48 habitatges hi havia un automòbil i a 97 n'hi havia dos o més.

### Piràmide de població
La piràmide de població per edats i sexe el 2009 era:
| Homes | Edats   | Dones |
| ----- | ------- | ----- |
| 0     | 95 o +  | 0     |
| 0     | 90 a 94 | 0     |
| 4     | 85 a 89 | 8     |
| 0     | 80 a 84 | 0     |
| 0     | 75 a 79 | 8     |
| 4     | 70 a 74 | 4     |
| 8     | 65 a 69 | 0     |
| 8     | 60 a 64 | 16    |
| 8     | 55 a 59 | 8     |
| 8     | 50 a 54 | 12    |
| 20    | 45 a 49 | 16    |
| 0     | 40 a 44 | 8     |
| 44    | 35 a 39 | 12    |
| 4     | 30 a 34 | 20    |
| 4     | 25 a 29 | 4     |
| 4     | 20 a 24 | 12    |
| 8     | 15 a 19 | 4     |
| 8     | 10 a 14 | 16    |
| 16    | 5 a 9   | 16    |
| 4     | 0 a 4   | 20    |

## Economia
El 2007 la població en edat de treballar era de 262 persones, 205 eren actives i 57 eren inactives. De les 205 persones actives 192 estaven ocupades (102 homes i 90 dones) i 13 estaven aturades (5 homes i 8 dones). De les 57 persones inactives 25 estaven jubilades, 21 estaven estudiant i 11 estaven classificades com a «altres inactius».

### Ingressos
El 2009 a Laubressel hi havia 176 unitats fiscals que integraven 483 persones, la mediana anual d'ingressos fiscals per persona era de 18.845 €.

### Activitats econòmiques
Dels 15 establiments que hi havia el 2007, 1 era d'una empresa extractiva, 7 d'empreses de construcció, 2 d'empreses de comerç i reparació d'automòbils, 3 d'empreses d'hostatgeria i restauració i 2 d'empreses de serveis.
Dels 7 establiments de servei als particulars que hi havia el 2009, 1 era un taller de reparació d'automòbils i de material agrícola, 1 paleta, 2 guixaires pintors, 2 fusteries i 1 electricista.
L'any 2000 a Laubressel hi havia 11 explotacions agrícoles que ocupaven un total de 1.001 hectàrees.

## Equipaments sanitaris i escolars
El 2009 hi havia una escola elemental integrada dins d'un grup escolar amb les comunes properes formant una escola dispersa.

## Poblacions més properes
El següent diagrama mostra les poblacions més properes.